# 1re étape du Tour de France 2015
Pour un article plus général, voir Tour de France 2015.
La 1re étape du Tour de France 2015 se déroule le samedi 4 juillet 2015. Il s'agit d'un contre-la-montre disputé sur une distance de 13,8 km dans les rues de la ville d'Utrecht. Elle est remportée par l'Australien Rohan Dennis, de l'équipe BMC Racing, qui devance l'Allemand Tony Martin (Etixx-Quick Step) et le Suisse Fabian Cancellara (Trek Factory).

## Parcours

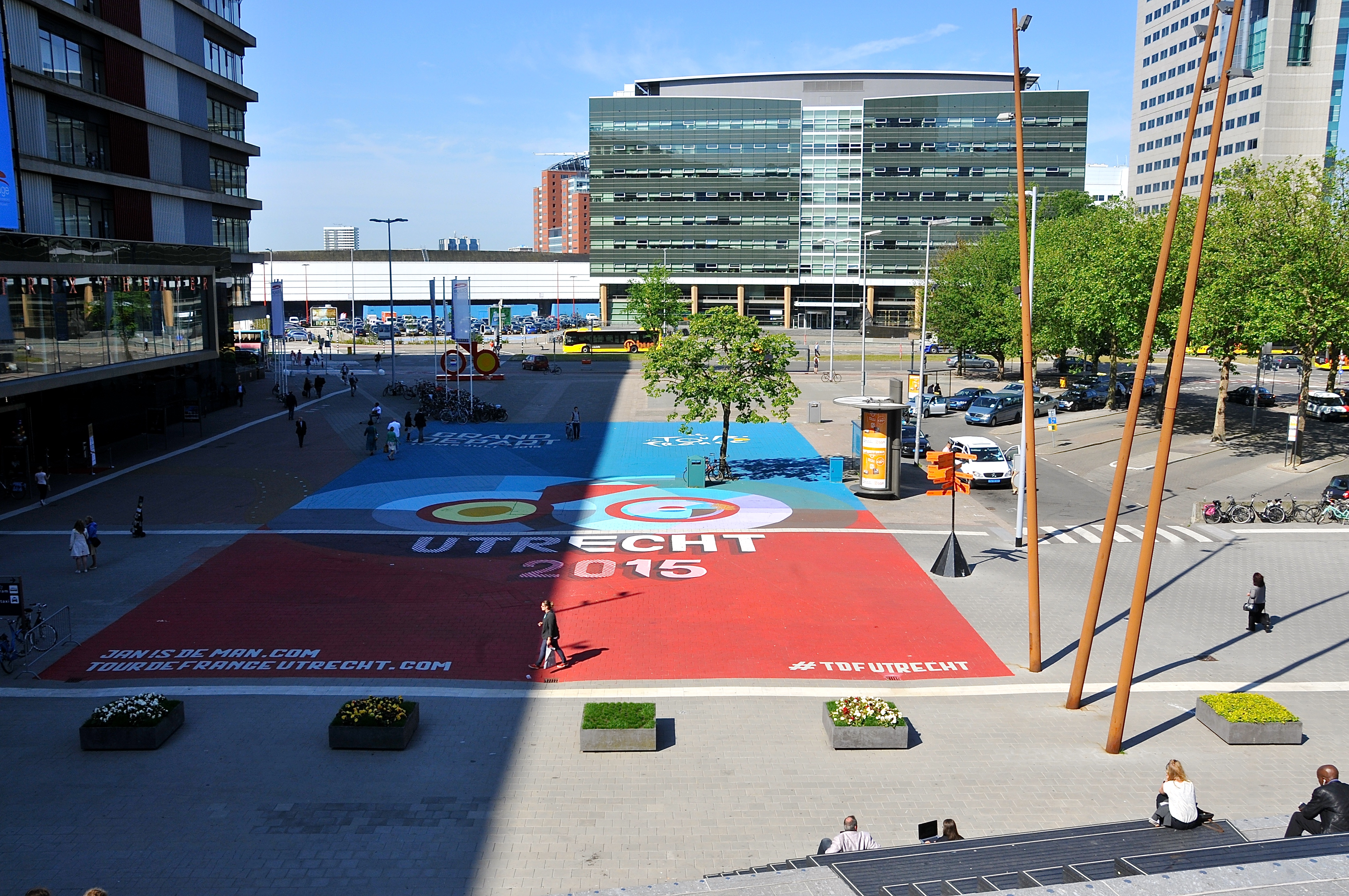
Œuvre de l'artiste Jan Is De Man célébrant le départ du Tour, à Utrecht.

Le départ a lieu d'une rampe de lancement devant le complexe du Jaarbeurs Utrecht, dans l'avenue Truus van Lierlaan. Après 200 m, les coureurs tournent à gauche dans l’Overste den Oudenlaan. Après 500 m, ils atteignent un rond-point, tournent à gauche dans la Koningin Wilhelminalaan, effectuent une boucle de 12 km dans la ville sur un parcours entièrement plat et une vingtaine de virages pour la plupart larges. Ils retrouvent l’Overste den Oudenlaan et terminent le contre-la-montre dans la Croeselaan près du Jaarbeurs.

## Déroulement de la course
Lors de la course, la météo est caniculaire avec une température de près de 38 °C et un léger vent défavorable dans la seconde partie du parcours. Le premier coureur, l’Érythréen Daniel Teklehaimanot de l'équipe MTN-Qhubeka, première équipe africaine à disputer le Tour de France, s'élance à 14 h. Le dernier coureur, Vincenzo Nibali s'élance à 17 h 17. Pour les leaders, il s'agit surtout de ne pas perdre trop de temps dans ce contre-la-montre court mais exigeant. 
Un temps annoncé non partant pour cause d'un trop faible taux de cortisol, Lars Boom a finalement pris le départ malgré l'avis défavorable du Mouvement pour un cyclisme crédible dont fait partie l'équipe Astana. Les 198 coureurs étaient donc bien au départ mais aussi à l'arrivée.
Parti en début d'après-midi, le Néerlandais Jos van Emden réalise un très bon temps, notamment grâce à un bon début du parcours. Son chrono ne résistera pas au passage de l'Australien Rohan Dennis de l'équipe BMC. Celui-ci, détenteur du record de l'heure pendant trois mois en 2015, sera le seul à réaliser le parcours dans un temps inférieur à 15 minutes, bénéficiant d'un vent de face qui s'est fait moins présent que lors des trois dernières heures de courses. Les grands spécialistes de la discipline comme Tony Martin, Fabian Cancellara ou encore du Néerlandais Tom Dumoulin, porté par le public massé sur les bords de la route, sont incapables de surpasser Dennis qui, en bouclant le parcours à 55,446 km/h, établit la moyenne horaire la plus élevée de toute l'histoire du Tour de France dans une épreuve chronométrée individuelle et par là même dans une étape, battant le record de Greg LeMond dans un contre-la-montre du Tour de France 1989 (54,545 km/h sur 24,5 km) et celui de Chris Boardman dans le prologue du Tour de France 1994 (55,152 km/h sur 7,2 km). Cependant, la véracité de ce record est remise en question le lendemain de l'étape ; plusieurs témoignages affirment que la distance parcourue est inférieure à celle annoncée par les organisateurs. La vitesse moyenne de Dennis serait abaissée d'au moins 1 km/h avec cette nouvelle distance, et donc loin des records précédents.
Rohan Dennis emporte ainsi en plus de la victoire d'étape le maillot jaune mais également le maillot vert et celui du meilleur jeune. C'est l'équipe Lotto NL-Jumbo qui l'emporte au classement par équipe.

## Résultats

### Classement de l'étape

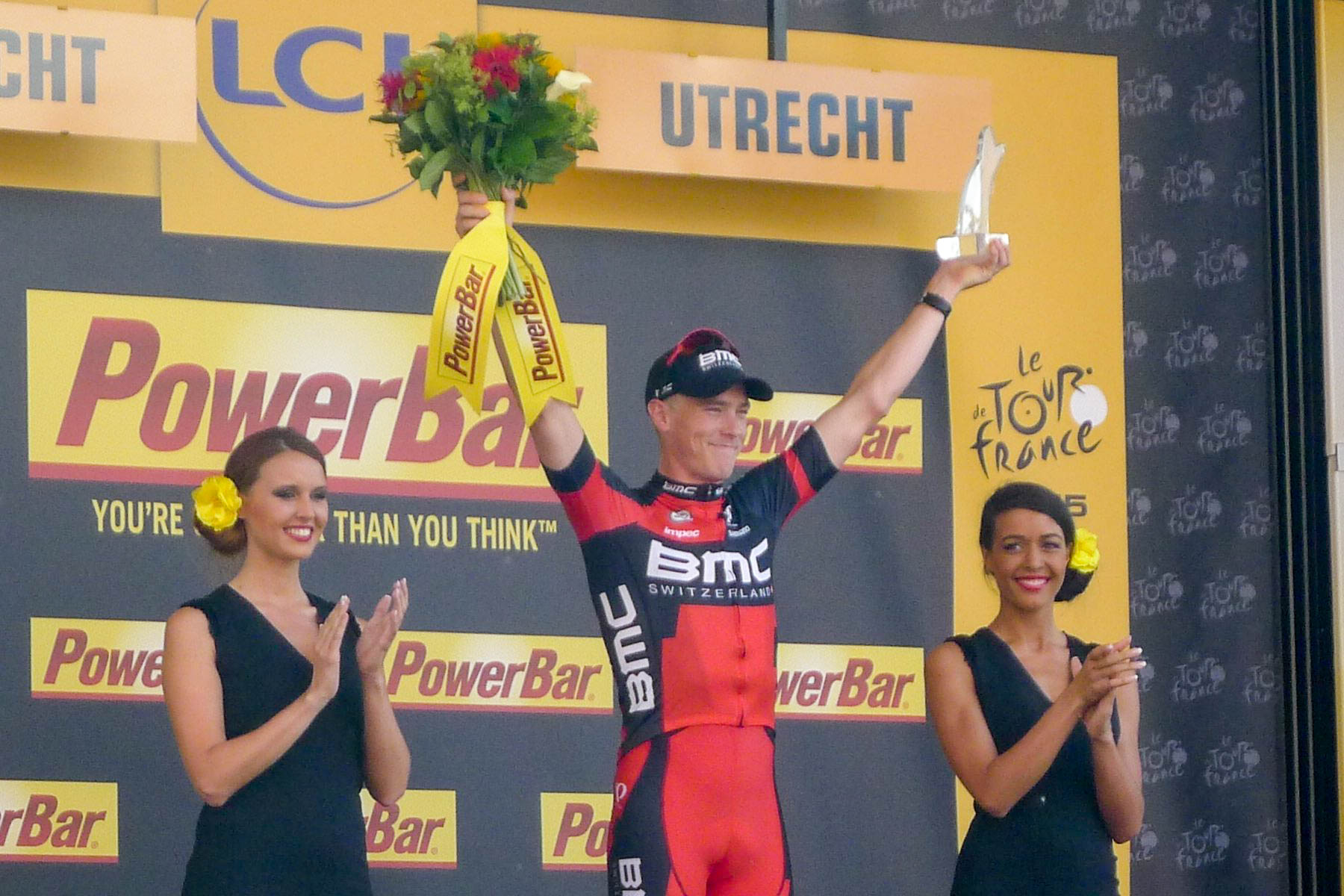
L'Australien Rohan Dennis à la cérémonie récompensant le vainqueur d'étape.

| Classement de la 1re étape | Classement de la 1re étape | Classement de la 1re étape | Classement de la 1re étape | Classement de la 1re étape |
|                            | Coureur                    | Pays                       | Équipe                     | Temps                      |
| -------------------------- | -------------------------- | -------------------------- | -------------------------- | -------------------------- |
| 1er                        | Rohan Dennis               | Australie                  | BMC Racing                 | en 14 min 56 s             |
| 2e                         | Tony Martin                | Allemagne                  | Etixx-Quick Step           | + 5 s                      |
| 3e                         | Fabian Cancellara          | Suisse                     | Trek Factory Racing        | + 6 s                      |
| 4e                         | Tom Dumoulin               | Pays-Bas                   | Giant-Alpecin              | + 8 s                      |
| 5e                         | Jos van Emden              | Pays-Bas                   | Lotto NL-Jumbo             | + 15 s                     |
| 6e                         | Jonathan Castroviejo       | Espagne                    | Movistar                   | + 23 s                     |
| 7e                         | Matthias Brändle           | Autriche                   | IAM                        | + 23 s                     |
| 8e                         | Adriano Malori             | Italie                     | Movistar                   | + 29 s                     |
| 9e                         | Wilco Kelderman            | Pays-Bas                   | Lotto NL-Jumbo             | + 30 s                     |
| 10e                        | Steve Cummings             | Royaume-Uni                | MTN-Qhubeka                | + 32 s                     |
| modifier                   |                            |                            |                            |                            |

### Classement intermédiaire
| \| Classement à Pythagoraslaan (km 7,1) \| Classement à Pythagoraslaan (km 7,1) \| Classement à Pythagoraslaan (km 7,1) \| Classement à Pythagoraslaan (km 7,1) \| Classement à Pythagoraslaan (km 7,1) \| \| \| Coureur \| Pays \| Équipe \| Temps \| \| ------------------------------------ \| ------------------------------------ \| ------------------------------------ \| ------------------------------------ \| ------------------------------------ \| \| 1er \| Jos van Emden \| Pays-Bas \| Lotto NL-Jumbo \| en 15 min 11 s \| \| modifier \| \| \| \| \| |               |          |                |                |
| Classement à Pythagoraslaan (km 7,1) |               |          |                |                |
| | Coureur       | Pays     | Équipe         | Temps          |
| 1er | Jos van Emden | Pays-Bas | Lotto NL-Jumbo | en 15 min 11 s |
| modifier |               |          |                |                |

### Points attribués
| \| Arrivée d'étape Utrecht (km 13,8) \| Arrivée d'étape Utrecht (km 13,8) \| Arrivée d'étape Utrecht (km 13,8) \| Arrivée d'étape Utrecht (km 13,8) \| Arrivée d'étape Utrecht (km 13,8) \| \| --------------------------------- \| --------------------------------- \| --------------------------------- \| --------------------------------- \| --------------------------------- \| \| \| Coureur \| Pays \| Équipe \| Point(s) \| \| 1er \| Rohan Dennis \| Australie \| BMC Racing \| 20 \| \| 2e \| Tony Martin \| Allemagne \| Etixx-Quick Step \| 17 \| \| 3e \| Fabian Cancellara \| Suisse \| Trek Factory Racing \| 15 \| \| 4e \| Tom Dumoulin \| Pays-Bas \| Giant-Alpecin \| 13 \| \| 5e \| Jos van Emden \| Pays-Bas \| Lotto NL-Jumbo \| 11 \| \| 6e \| Jonathan Castroviejo \| Espagne \| Movistar \| 10 \| \| 7e \| Matthias Brändle \| Autriche \| IAM \| 9 \| \| 8e \| Adriano Malori \| Italie \| Movistar \| 8 \| \| 9e \| Wilco Kelderman \| Pays-Bas \| Lotto NL-Jumbo \| 7 \| \| 10e \| Steve Cummings \| Royaume-Uni \| MTN-Qhubeka \| 6 \| \| 11e \| Robert Gesink \| Pays-Bas \| Lotto NL-Jumbo \| 5 \| \| 12e \| Geraint Thomas \| Royaume-Uni \| Team Sky \| 4 \| \| 13e \| Alex Dowsett \| Royaume-Uni \| Movistar \| 3 \| \| 14e \| Bauke Mollema \| Pays-Bas \| Trek Factory Racing \| 2 \| \| 15e \| Bob Jungels \| Luxembourg \| Trek Factory Racing \| 1 \| \| modifier \| \| \| \| \| |                      |             |                     |          |
| Arrivée d'étape Utrecht (km 13,8) |                      |             |                     |          |
| | Coureur              | Pays        | Équipe              | Point(s) |
| 1er | Rohan Dennis         | Australie   | BMC Racing          | 20       |
| 2e | Tony Martin          | Allemagne   | Etixx-Quick Step    | 17       |
| 3e | Fabian Cancellara    | Suisse      | Trek Factory Racing | 15       |
| 4e | Tom Dumoulin         | Pays-Bas    | Giant-Alpecin       | 13       |
| 5e | Jos van Emden        | Pays-Bas    | Lotto NL-Jumbo      | 11       |
| 6e | Jonathan Castroviejo | Espagne     | Movistar            | 10       |
| 7e | Matthias Brändle     | Autriche    | IAM                 | 9        |
| 8e | Adriano Malori       | Italie      | Movistar            | 8        |
| 9e | Wilco Kelderman      | Pays-Bas    | Lotto NL-Jumbo      | 7        |
| 10e | Steve Cummings       | Royaume-Uni | MTN-Qhubeka         | 6        |
| 11e | Robert Gesink        | Pays-Bas    | Lotto NL-Jumbo      | 5        |
| 12e | Geraint Thomas       | Royaume-Uni | Team Sky            | 4        |
| 13e | Alex Dowsett         | Royaume-Uni | Movistar            | 3        |
| 14e | Bauke Mollema        | Pays-Bas    | Trek Factory Racing | 2        |
| 15e | Bob Jungels          | Luxembourg  | Trek Factory Racing | 1        |
| modifier |                      |             |                     |          |

## Classements à l'issue de l'étape

### Classement général
| Classement général | Classement général   | Classement général | Classement général  | Classement général |
|                    | Coureur              | Pays               | Équipe              | Temps              |
| ------------------ | -------------------- | ------------------ | ------------------- | ------------------ |
| 1er                | Rohan Dennis         | Australie          | BMC Racing          | en 14 min 56 s     |
| 2e                 | Tony Martin          | Allemagne          | Etixx-Quick Step    | + 5 s              |
| 3e                 | Fabian Cancellara    | Suisse             | Trek Factory Racing | + 6 s              |
| 4e                 | Tom Dumoulin         | Pays-Bas           | Giant-Alpecin       | + 8 s              |
| 5e                 | Jos van Emden        | Pays-Bas           | Lotto NL-Jumbo      | + 15 s             |
| 6e                 | Jonathan Castroviejo | Espagne            | Movistar            | + 23 s             |
| 7e                 | Matthias Brändle     | Autriche           | IAM                 | + 23 s             |
| 8e                 | Adriano Malori       | Italie             | Movistar            | + 29 s             |
| 9e                 | Wilco Kelderman      | Pays-Bas           | Lotto NL-Jumbo      | + 30 s             |
| 10e                | Steve Cummings       | Royaume-Uni        | MTN-Qhubeka         | + 32 s             |
| modifier           |                      |                    |                     |                    |

### Classement par points
| Classement par points | Classement par points | Classement par points | Classement par points | Classement par points |
| --------------------- | --------------------- | --------------------- | --------------------- | --------------------- |
|                       | Coureur               | Pays                  | Équipe                | Point(s)              |
| 1er                   | Rohan Dennis          | Australie             | BMC Racing            | 20 points             |
| 2e                    | Tony Martin           | Allemagne             | Etixx-Quick Step      | 17 pts                |
| 3e                    | Fabian Cancellara     | Suisse                | Trek Factory Racing   | 15 pts                |
| 4e                    | Tom Dumoulin          | Pays-Bas              | Giant-Alpecin         | 13 pts                |
| 5e                    | Jos van Emden         | Pays-Bas              | Lotto NL-Jumbo        | 11 pts                |
| 6e                    | Jonathan Castroviejo  | Espagne               | Movistar              | 10 pts                |
| 7e                    | Matthias Brändle      | Autriche              | IAM                   | 9 pts                 |
| 8e                    | Adriano Malori        | Italie                | Movistar              | 8 pts                 |
| 9e                    | Wilco Kelderman       | Pays-Bas              | Lotto NL-Jumbo        | 7 pts                 |
| 10e                   | Steve Cummings        | Royaume-Uni           | MTN-Qhubeka           | 6 pts                 |
| modifier              |                       |                       |                       |                       |

### Classement du meilleur jeune
| Classement général du meilleur jeune | Classement général du meilleur jeune | Classement général du meilleur jeune | Classement général du meilleur jeune | Classement général du meilleur jeune |
|                                      | Coureur                              | Pays                                 | Équipe                               | Temps                                |
| ------------------------------------ | ------------------------------------ | ------------------------------------ | ------------------------------------ | ------------------------------------ |
| 1er                                  | Rohan Dennis                         | Australie                            | BMC Racing                           | en 14 min 56 s                       |
| 2e                                   | Tom Dumoulin                         | Pays-Bas                             | Giant-Alpecin                        | + 8 s                                |
| 3e                                   | Wilco Kelderman                      | Pays-Bas                             | Lotto NL-Jumbo                       | + 30 s                               |
| 4e                                   | Bob Jungels                          | Luxembourg                           | Trek Factory Racing                  | + 38 s                               |
| 5e                                   | Dylan van Baarle                     | Pays-Bas                             | Cannondale-Garmin                    | m.t.                                 |
| 6e                                   | Thibaut Pinot                        | France                               | FDJ                                  | + 41 s                               |
| 7e                                   | Peter Sagan                          | Slovaquie                            | Tinkoff-Saxo                         | m.t.                                 |
| 8e                                   | Luke Durbridge                       | Australie                            | Orica-GreenEDGE                      | + 46 s                               |
| 9e                                   | Simon Yates                          | Royaume-Uni                          | Orica-GreenEDGE                      | m.t.                                 |
| 10e                                  | Michael Matthews                     | Australie                            | Orica-GreenEDGE                      | + 58 s                               |
| modifier                             |                                      |                                      |                                      |                                      |

### Classement par équipes
| Classement par équipes | Classement par équipes | Classement par équipes | Classement par équipes |
|                        | Équipe                 | Pays                   | Temps                  |
| ---------------------- | ---------------------- | ---------------------- | ---------------------- |
| 1re                    | Lotto NL-Jumbo         | Pays-Bas               | en 46 min 6 s          |
| 2e                     | Trek Factory Racing    | États-Unis             | + 3 s                  |
| 3e                     | BMC Racing             | États-Unis             | + 8 s                  |
| 4e                     | Movistar               | Espagne                | + 10 s                 |
| 5e                     | Etixx-Quick Step       | Belgique               | + 12 s                 |
| modifier               |                        |                        |                        |